# Serse Cosmi
Serse Cosmi (nacido el 5 de mayo de 1958 en Ponte San Giovanni) es un entrenador de fútbol italiano. Actualmente está libre tras dejar el HNK Rijeka.

## Inicios
Cosmi nació en 1958 en Ponte San Giovanni, en la región de Perugia. Trabajó nueve años como maestro de escuela primaria, y jugó al fútbol a nivel amateur durante su tiempo libre para los equipos locales, como Deruta, Cannock, Spello y el Ponte Vecchio, en el papel de centrocampista.

## Como entrenador

### Inicios
Cosmi comenzó su carrera como entrenador en la década de 1980 en el Ivy, como entrenador del equipo juvenil sub-18. Su debut como primer entrenador llegó en 1990, cuando fue nombrado a guiar el Ponte Vecchio, en su ciudad natal de Ponte San Giovanni. Cosmi lo trajo desde la primera clase (4.º nivel de las ligas de aficionados en Italia) a la Serie D (el superior) en sólo cinco años. Sucesivamente, se unió a Arezzo, al que llevó desde la Serie D a la Serie C1.

### Perugia
En el 2000, Cosmi es sorprendentemente contratado por Luciano Gaucci como entrenador de Perugia en la Serie A. Dirigió al equipo por cuatro años consecutivos, ganando la Copa Intertoto, y mostrando mucha habilidad de entrenamiento y también el salto a la fama de varios jugadores, incluyendo el campeón del mundo de 2006 Marco Materazzi, que, con Cosmi, llegó a un récord de carrera de los 12 goles en una sola temporada. Otros jugadores entrenados por Cosmi son el japonés Hidetoshi Nakata, Fabrizio Miccoli, el otro campeón del mundo de 2006 Fabio Grosso y Fabio Liverani. 

### Genoa
Cosmi dejó el Perugia en el 2004, después de que el equipo descendiera al final de la temporada, y se unió al Génova de la Serie B, con el claro objetivo de llevar los rojiazules en la Serie A. Al final de la temporada 2004-05, Cosmi logró ganar la liga y ascendió a su equipo a la Serie A, pero dejó su cargo por desacuerdos con el presidente del club Enrico Preziosi, antes de la relegación del Génova a la Serie C1 debido a fraudes financieros del mismo presidente.

### Udinese
Después de su corta experiencia, pero con éxito, con Génova, Cosmi firmó como nuevo entrenador del Udinese, con el fin de sustituir a Luciano Spalletti, quien logró la clasificación para ronda preliminar de clasificación de la Liga de Campeones en la temporada anterior. Pero fue Cosmi quien lideró el equipo en la competición europea, al derrotar al Sporting Clube de Portugal en una ronda de dos niveles de calificación. Sin embargo, después de una serie de resultados decepcionantes, incluyendo la eliminación en la Champions League y unos resultados muy por debajo de los esperados en la Serie A (12.ª posición tras 24 partidos), Cosmi fue despedido el 10 de febrero de 2006.

### Brescia
El 28 de febrero de 2007, fue nombrado director técnico del club de la Serie B Brescia. En su primer partido después de la sustitución de Mario Somma, Cosmi dirigió al Brescia a un sorprendente triunfo por 3-1 contra el líder de la Serie B, la Juventus. Fue despedido en septiembre de 2008, tras unos malos resultados.

### Livorno
El 20 de octubre de 2009, Cosmi hizo su reaparición en la Serie A como nuevo entrenador del colista Livorno. En su primer partido en el cargo, dirigió al Livorno a una sorprendente victoria por 1-0 como visitante ante el AS Roma que fue seguido inmediatamente por un segundo triunfo consecutivo por 1-0, contra el Atalanta, sólo tres días después. A pesar de unos resultados bastante buenos al mando del Livorno, Cosmi renunció a su cargo como entrenador el 24 de enero de 2010, a raíz de una derrota en casa 2-0 ante el cuarto clasificado, el Napoli, y de desacuerdos con presidente Aldo Spinelli. Dos días después, Cosmi y Spinelli se reunieron para tratar de aclarar sus diferencias. Tras la reunión, ambas partes acordaron que la renuncia del técnico se cancelaba y que regresaría en Livorno con efecto inmediato. Sin embargo, esto duró sólo unas pocas semanas más, ya que Cosmi fue destituido en abril por una serie de resultados negativos con el Livorno que lo dejaron en el fondo de la tabla.

### Palermo
Después de más de un año sin trabajo, Cosmi volvió a los banquillos el 28 de febrero de 2011, tomando el control del Palermo en sustitución de Delio Rossi, que fue relevado como técnico del equipo siciliano a raíz de una derrota en casa 0-7 frente al Udinese. En Palermo, Cosmi se reunió con sus exjugadores Fabrizio Miccoli y Fabio Liverani. Después de tres derrotas y una victoria contra el AC Milan, Serse Cosmi fue despedido por el presidente del club Zamparini en abril de 2011, después de una decepcionante derrota por 4-0 ante el Catania.

### Lecce
El 4 de diciembre de 2011, Cosmi fue presentado como nuevo entrenador del colista de la Serie A Lecce, sustitución de Eusebio Di Francesco. Pese a mejorar los números de su predecesor, no fue suficiente para eludir el descenso; puesto que el equipo fue 18.º en la Serie A, a 6 puntos de la permanencia.

### Siena
En junio de 2012 fue confirmado como entrenador del AC Siena, pero fue cesado en diciembre, dejando al equipo italiano como colista de la Serie A tras 17 jornadas.

### Pescara
Cosmi regresó a los banquillos en febrero de 2014, siendo contratado por el Pescara Calcio hasta final de temporada, al que llevó al 15.º puesto en la Serie B.

### Trapani
En marzo de 2015, firmó con el Trapani Calcio. En su primera temporada completa, la 2015-16, consiguió que su equipo disputara la final del "play-off" de ascenso, pero cayó ante el Pescara. Fue destituido en noviembre de 2016, tras sumar 11 puntos en los 16 primeros partidos de la Serie B.

### Ascoli
En diciembre de 2017, se incorporó al Ascoli Picchio Football Club 1898, colista de la Serie B. Fue reemplazo por Vicenzo Vivarini el 12 de julio de 2018.

### Venezia
El 6 de marzo de 2019, Cosmi fue nombrado nuevo entrenador del Venezia FC.

### Perugia
En enero de 2020, Cosmi inició su segunda etapa en el banquillo del Perugia, que sólo duró 6 meses.

### Crotone
El 1 de marzo de 2021, Cosmi se convirtió en el nuevo técnico del FC Crotone, colista de la Serie A. No pudo evitar el descenso, por lo que dejó el club en junio del mismo año.

## Clubes como entrenador
Fuente
| Equipo           | País    | Año       | P   | PG  | PE  | PP  | % PTS. |
| ---------------- | ------- | --------- | --- | --- | --- | --- | ------ |
| ASD Pontevecchio | Italia  | 1990-1995 | s/d | s/d | s/d | s/d | s/d    |
| Arezzo           | Italia  | 1995-2000 | 187 | 77  | 65  | 45  | 52.76  |
| Perugia          | Italia  | 2000-2004 | 168 | 55  | 53  | 60  | 43.25  |
| Genoa            | Italia  | 2004-2005 | 45  | 20  | 20  | 5   | 59.25  |
| Udinese          | Italia  | 2005-2006 | 36  | 12  | 8   | 16  | 40.07  |
| Brescia          | Italia  | 2007-2008 | 69  | 34  | 16  | 19  | 57.00  |
| Livorno          | Italia  | 2009-2010 | 15  | 7   | 0   | 8   | 46.67  |
| Livorno          | Italia  | 2010      | 11  | 0   | 5   | 6   | 15.15  |
| USC Palermo      | Italia  | 2011      | 4   | 1   | 0   | 3   | 25.00  |
| US Lecce         | Italia  | 2011-2012 | 25  | 6   | 10  | 9   | 37.33  |
| AC Siena         | Italia  | 2012      | 19  | 6   | 5   | 8   | 40.35  |
| Pescara          | Italia  | 2014      | 16  | 4   | 4   | 6   | 33.33  |
| Trapani          | Italia  | 2015-2016 | 78  | 30  | 26  | 22  | 49.57  |
| Ascoli           | Italia  | 2017-2018 | 27  | 8   | 10  | 9   | 48.14  |
| Venezia          | Italia  | 2019      | 13  | 3   | 6   | 4   | 38.46  |
| Perugia          | Italia  | 2020      |     |     |     |     |        |
| FC Crotone       | Italia  | 2021      |     |     |     |     |        |
| HNK Rijeka       | Croacia | 2022      |     |     |     |     |        |